# Vol AeroPerú 603
Le 2 octobre 1996, un Boeing 757 assurant le vol AeroPerú 603, un vol international régulier reliant l'aéroport international de Miami, aux États-Unis, à l'aéroport international Arturo-Merino-Benítez de Santiago, au Chili, avec des escales prévues à Quito, en Équateur, et à Lima, au Pérou, s'écrase dans l'océan Pacifique peu après son décollage de l'aéroport international Jorge-Chávez de Lima. Il n'y a eu aucun survivant parmi les 70 personnes présentes à bord.
L'enquête conclut qu'un technicien de maintenance n'avait pas enlevé le ruban adhésif protégeant les prises statiques, situées à l'extérieur de l'avion, avant le décollage. Volant au-dessus de l'eau, de nuit et sans aucune référence visuelle, les pilotes n'ont pas eu conscience de leur véritable altitude et n'ont pas réussi à garder le contrôle de l'avion, alors que les instruments de bord leur indiquaient des valeurs incohérentes et qu'ils étaient confrontés à des alarmes contradictoires (décrochage et survitesse en même temps).

## Avion et équipage
L'appareil impliqué, un Boeing 757-23A, immatriculé N52AW, a été livré neuf le 2 décembre 1992 à Ansett Worldwide (en). Il a été loué à Aeroméxico le 27 septembre 1993, puis sous-loué à Aeroperú le 1er avril 1994.
Le commandant de bord était Eric Schreiber Ladrón de Guevara, 58 ans, qui comptait près de 22 000 heures de vol, dont 1 520 heures sur Boeing 757, et le copilote David Fernández Revoredo, 42 ans, près de 8 000 heures, dont 719 sur Boeing 757.

## Accident
Le vol 603 décolle de l'aéroport international Jorge-Chávez de Lima le 2 octobre 1996 à 00h42 (05h42 UTC). Presque immédiatement, les pilotes remarquent que leurs instruments de vol se comportent de manière irrégulière et qu'ils reçoivent des messages d'urgence en série et contradictoires des calculateurs de vol : alertes d'altitude et de vitesse erronées, de ratio de gouverne de direction (en) (rudder ratio), de compensateur de Mach (mach trim), de survitesse, de décrochage et de vol trop bas (avertisseur de proximité du sol). Aucun des instruments concernés, ni ceux du commandant de bord, ni ceux du copilote, ni même ceux de secours, n'affichaient les bonnes informations. Les pilotes n'ont pas été en mesure d'enclencher le pilote automatique pour les aider à contrôler l'avion car il ne fonctionne que si au moins deux des trois de calculateurs de vol concordent, alors qu'aucun d'entre eux n'indiquait les mêmes informations. L'équipage a émis un message de détresse et demandé un retour immédiat sur l'aéroport.
Les pilotes imaginaient qu'ils pouvaient déterminer l'altitude à laquelle ils se trouvaient en la demandant au contrôleur aérien, mais ni les pilotes ni le contrôleur n'ont réalisé que l'altitude radar provenait des données de l'avion via le transpondeur, et était donc tout aussi erronée.
Confronté à un manque d'indications fiables des instruments de vol, à des avertissements contradictoires des calculateurs de l'avion et croyant qu'ils étaient à une altitude sûre, ils ont décidé de commencer la descente en vue de l'approche sur l'aéroport. De nuit, au-dessus de l'eau, ils ne disposaient d'aucune référence visuelle qui aurait permis d'indiquer leur altitude réelle ou de faciliter leur descente.  
En l'absence d'indication fiable de vitesse ni de vitesse verticale, l'avion a subi plusieurs décrochages causant de fortes pertes d'altitude, sans variation de l'altitude indiquée : alors que l'altimètre indiquait une altitude constante d'environ 9 700 pieds (2 950 mètres), l'altitude réelle de l'avion était beaucoup plus faible. Avec une visibilité nulle sur l'extérieur et des alarmes contradictoires qui se multiplient, la confusion atteint un niveau extrême pour les pilotes. 
Le contrôleur a demandé à un Boeing 707 de décoller pour guider l'avion en détresse vers l'atterrissage, mais avant que celui-ci puisse le faire, l'aile et le moteur gauche du 757 ont heurté la surface de l'océan Pacifique, environ 25 minutes après le message de détresse. Au moment où ils ont réalisé qu'ils étaient trop bas, les pilotes ont lutté avec les commandes, et réussi à le maintenir en vol pendant 17 secondes, mais l'avion s'est finalement retourné et écrasé dans l'eau,. Les 70 passagers et membres d'équipage sont décédés dans l'accident,,.

## Victimes
Environ la moitié des passagers du vol étaient des ressortissants chiliens rentrant au Chili.
Parmi les passagers, vingt-et-un venaient de Miami ; tous étaient de nationalité chilienne. Dix autres passagers avaient embarqué à Quito. Le reste des passagers avait embarqué à Lima. Les neuf membres d'équipage étaient tous de nationalité péruvienne.
| Nationalité      | Total |
| ---------------- | ----- |
| Chili            | 30    |
| Pérou            | 20    |
| Mexique          | 6     |
| États-Unis       | 4     |
| Équateur         | 2     |
| Italie           | 2     |
| Royaume-Uni      | 2     |
| Colombie         | 1     |
| Espagne          | 1     |
| Nouvelle-Zélande | 1     |
| Venezuela        | 1     |
| Total            | 70    |

## Enquête
Après l'accident, les équipes de récupération ont trouvé neuf corps flottants, mais le reste des corps avait coulé avec l'avion.
La Comisión de Investigación de Accidentes de Aviación (CIAA) de la direction générale des transports aériens (DGAT) du Pérou a enquêté sur l'accident. L'enquêteur péruvien sur les accidents, Guido Fernández Lañas, était l'oncle du copilote, David Fernández. Il y avait quelques réserves concernant le conflit d'intérêts potentiel, mais l'enquêteur nommé par le Conseil national de la sécurité des transports américain (NTSB), Richard Rodriguez, a considéré que Fernández Lañas pouvait enquêter correctement sur l'accident.
La marine péruvienne a récupéré les débris de l'avion en surface. À la demande des autorités péruviennes, la marine américaine a fourni du matériel pour localiser l'épave immergée du 757 et récupérer l'enregistreur de données de vol (FDR) et l'enregistreur phonique du poste de pilotage (CVR).
L'enquête a révélé que du ruban adhésif avait été laissé par erreur sur certaines des prises d'air statiques (sur le dessous du fuselage) après le nettoyage de l'avion,, un employé du nom d'Eleuterio Chacaliaza avait oublié de le retirer,,.
Les prises statiques sont essentielles au fonctionnement des instruments qui fournissent les indications de base : vitesse, altitude et vitesse verticale, non seulement aux pilotes mais aussi aux calculateurs de vol, qui fournissent les alarmes lorsque les caractéristiques de vol approchent des niveaux dangereux. Le blocage de toutes les prises statiques est l'un des rares modes de défaillance entraînant la perte totale de plusieurs instruments de vol de base et en tant que tel est considéré comme l'une des pannes les plus graves pouvant affecter l'avionique d'un avion.
La conception de l'avion ne comprend pas de protections de prise statique aux fins de maintenance. De telles protections sont couramment utilisées en aviation pour bloquer l'accès aux composants critiques lorsque l'aéronef n'est pas en service. Elles sont généralement de couleur vive et portent des drapeaux (qui peuvent avoir des marquages « enlever avant le vol - Remove before flight »). Au lieu de cela, la procédure de maintenance de l'avion préconisait l'utilisation de ruban adhésif pour couvrir les prises.

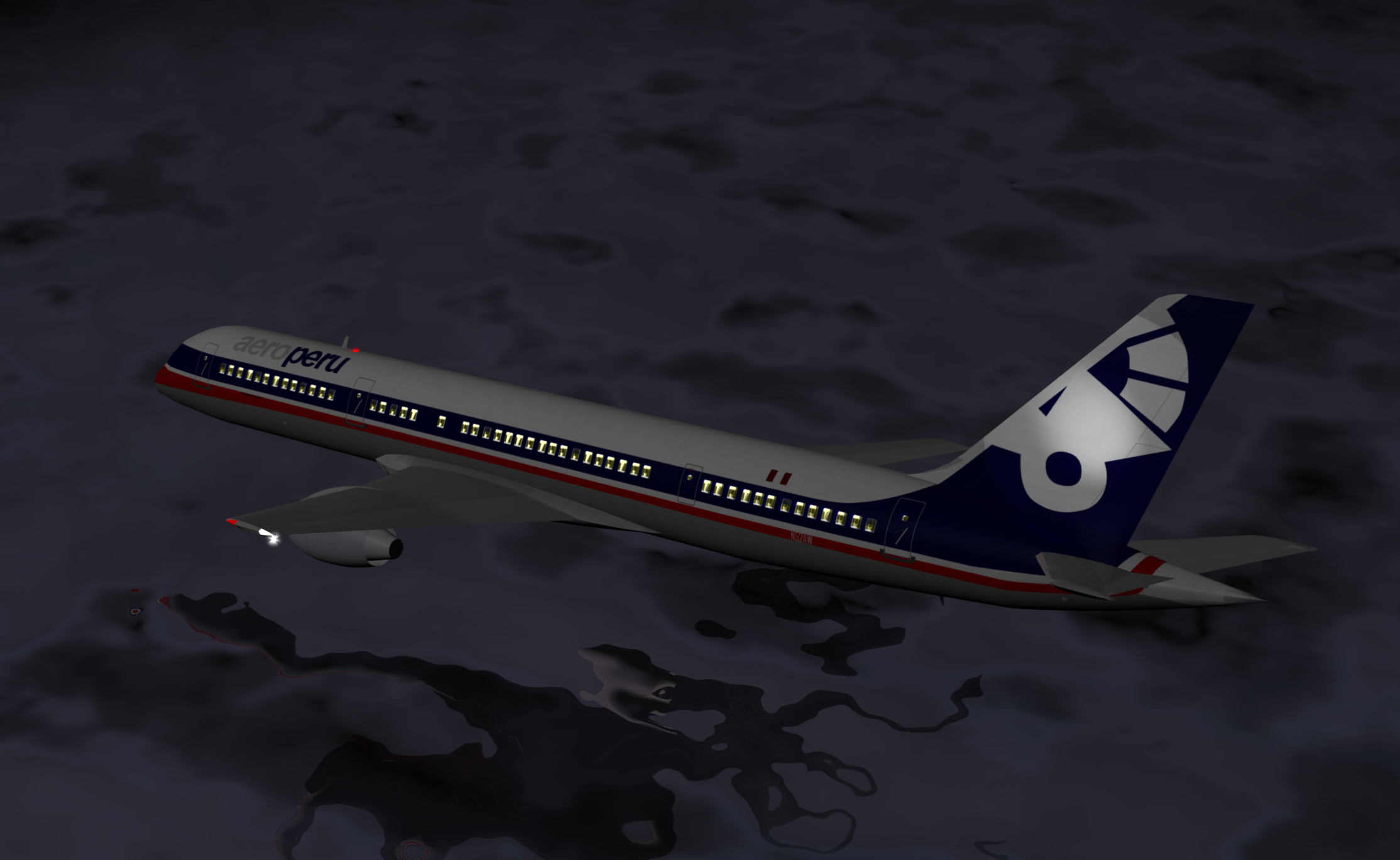
Représentation d'artiste du Boeing 757 du vol Aeroperú 603 juste avant son impact avec l'eau.

À cause des prises statiques bloquées, les instruments de vol de base ont transmis de fausses données de vitesse, d'altitude et de vitesse verticale. Étant donné que la panne ne concernait aucun des instruments, mais une cause commune, éliminant ainsi la redondance, des données d'altitude erronées ont également été transmises par le transpondeur. 
Les pilotes étaient tout à fait conscients de la possibilité que tous les instruments de vol fournissent des données inexactes, mais la corrélation entre les données d'altitude annoncées par le contrôleur et celle des altimètres, tandis que la vitesse air approximative ne correspondait pas, a probablement provoqué une confusion extrême.
Les nombreuses alarmes du poste de pilotage générées par le système informatique ont également contribué à la difficulté de la situation, car elles entraient en conflit entre elles et avec les instruments. Ce défaut de perception de la situation a été révélé par la transcription de l'enregistreur phonique du poste de pilotage. Le fait que le vol ait eu lieu de nuit et au-dessus de l'eau, ne donnant ainsi aucune référence visuelle aux pilotes, a également été identifié comme un facteur majeur. Le rapport final a conclu que l'équipage, distrait par des avertissements contradictoires, n'avait pas prêté attention au radioaltimètre qui lui aurait indiqué la hauteur réelle en dessous de 2 500 pieds (760 mètres).

Finalement, la CIAA conclut son rapport final comme suit :
« On peut déduire de l'enquête réalisée que le personnel de maintenance n'a pas retiré le ruban adhésif de protection des ports statiques. Cette bande n'a pas été détectée lors des différentes phases de la remise de l'aéronef au mécanicien de ligne, de son transfert vers l'aire d'embarquement des passagers et, enfin, de l'inspection par l'équipage responsable du vol (le walk-around et la visite pré-vol), qui a été réalisée par le pilote commandant de bord, Eric Schreiber, selon le mécanicien responsable de l'avion le jour de l'accident. »
La CIAA liste également deux facteurs contributifs à l'accident, qui mettent principalement en cause les deux pilotes :

« Le commandant de bord, M. Eric Schreiber Ladrón de Guevara, a commis une erreur personnelle en ne respectant pas la procédure des alarmes GPWS et en ne remarquant pas les lectures des radioaltimètres afin de rejeter tout ce qu'il croyait être fictif.
Le copilote, M. David Fernández Revoredo, a commis une erreur personnelle en ne se montrant pas plus insistant, sûr de lui et convaincant en alertant le commandant de bord de manière beaucoup plus énergique sur les alarmes de proximité avec le sol. »

 Trente-cinq recommandations de sécurité ont été émises par la DGAT péruvienne et le NTSB à la suite de l'accident et de la publication du rapport final,,.

## Conséquences

### Règlement juridique
Mike Eidson, un avocat américain, a représenté 41 passagers et membres d'équipage dans un procès soutenant que le constructeur de l'avion, Boeing, était responsable de la catastrophe, car la société aurait dû prévoir l'utilisation abusive de ses produits. Le procès a été intenté contre Boeing devant le tribunal fédéral de Miami en mai 1997. Selon la plainte, les défaillances dans le cockpit ont été causées par un entretien imprudent par Aeroperú et par la négligence et la conception défectueuse de Boeing. Boeing a soutenu qu'il n'était pas en faute et que la responsabilité de l'accident incombait à l'employé qui n'avait pas retiré la bande des prises statiques et au pilote de l'avion de ne pas avoir remarqué la bande encore appliquée lors de la visite prévol. Richard Rodriguez du NTSB a déclaré qu'il était compréhensible qu'Eric Schreiber n'ait pas trouvé le ruban parce que l'employé de maintenance avait utilisé du ruban adhésif standard au lieu du ruban de couleur vive qu'il était censé utiliser. De plus, Rodriguez a déclaré que les prises statiques étaient élevées au-dessus du sol, ce qui signifie que Schreiber aurait eu beaucoup de mal à voir la bande contre le fuselage. Après le litige, les parties sont convenues de renvoyer l'affaire contre Boeing et Aeroperú à un arbitrage international à Santiago, pour une détermination des dommages. 
Le 13 décembre 1999, les membres de la famille des passagers du vol ont reçu l'une des plus importantes compensations résultant d'un accident d'aviation à l'extérieur des États-Unis à bord d'un transporteur non américain, avec plus de 29 millions de dollars pour les familles des victimes,,,.

### Aeroperú
Après l'accident, Aeroperú a changé le numéro de son service du soir Miami-Lima-Santiago en vol 691. L'accident du vol 603 a contribué par la suite à la disparition d'Aeroperú, qui était déjà en proie à des difficultés financières et de gestion. Aeroperú a été déclaré en faillite et a cessé toutes ses opérations en mars 1999,,,.

### Poursuites pénales
L'employé de maintenance qui a oublié de retirer le ruban adhésif, Eleuterio Chacaliaza, a été condamné au Pérou pour homicide par négligence à deux ans de prison avec sursis en août 1998. L'enquêteur péruvien sur les accidents aériens, Guido Fernández, a critiqué cette décision, soutenant que Chacaliaza, qui était relativement peu éduqué, avait peu de compréhension de ce qu'il avait fait, et que ses superviseurs portaient en fin de compte plus de responsabilité dans l'accident.

## Médias
L'accident a fait l'objet d'un épisode dans la série télé Air Crash nommé « L'oiseau aveugle » (saison 1 - épisode 5).